# エゾフウロ
エゾフウロ（蝦夷風露、学名: Geranium yesoense var. yesoense）は、フウロソウ科フウロソウ属の多年草。

## 特徴
茎は高さ30-80cmになり、よく分枝して茂みをつくる。茎や葉柄に斜め下向きの粗い毛が密生する。茎葉は対生し、葉身は掌状に5-7深裂し、裂片はさらに細かく切れ込み、終裂片は線形になる。葉の両面に粗い毛が多く生える。托葉は質は薄くて褐色、長さ5-10mmになり、2個が基部で離生または合生する。	
花期は7-8月。花は紅紫色で径2.5-3cm、茎先または枝先に2個ずつつき、花序柄と花柄に開出毛が密生する。萼片は5個あり、縦に5-7脈があり、先端は芒状にとがり、外面の脈上に白い開出した長い毛が密生する。花弁は5個あり、花弁どうしがすき間なく重なりあい、濃紅色の脈が目立つ。花弁下部の脈上と花弁基部の縁には白毛が生える。雄蕊は10個、雌蕊は1個で、心皮は5個、花柱分枝は5個。果実は5個の分果となる。染色体数は2n=28。

## 分布と生育環境
千島列島のシムシル島以南、北海道、本州の東北地方に分布し、山地や海岸の草原に生育する。タイプ標本の採集地は、北海道渡島半島の函館で、幕末に来日したフランス人の医師・植物学者であるリュドヴィク・サヴァティエによる。

## 名前の由来
和名エゾフウロは、「蝦夷風露」の意で、北海道に産することによる。
種小名（種形容語）yesoense は、「北海道の」「蝦夷の」の意味。

## 種の保全状況評価
国（環境省）のレッドデータブック、レッドリストでの選定はない。

都道府県のレッドデータ、レッドリストの選定状況は次の通り。岩手県-Cランク、福井県-県域準絶滅危惧、岐阜県-絶滅危惧II類、滋賀県-分布上重要種、京都府-絶滅種。

## ギャラリー

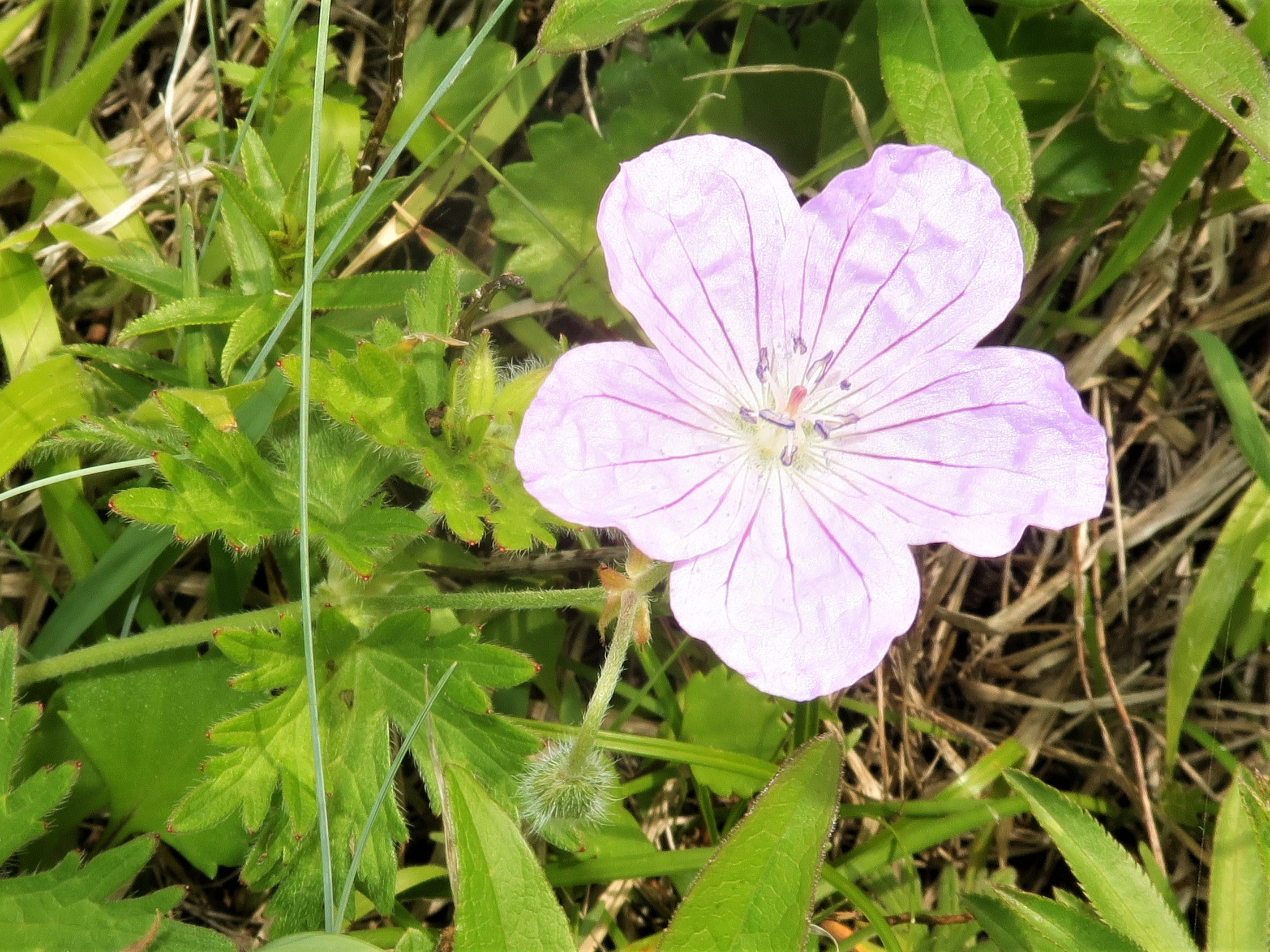
花弁どうしがすき間なく重なりあい、濃紅色の脈が目立つ。花弁下部の脈上と花弁基部の縁には白毛が生える。青森県下北半島 2021年6月下旬。
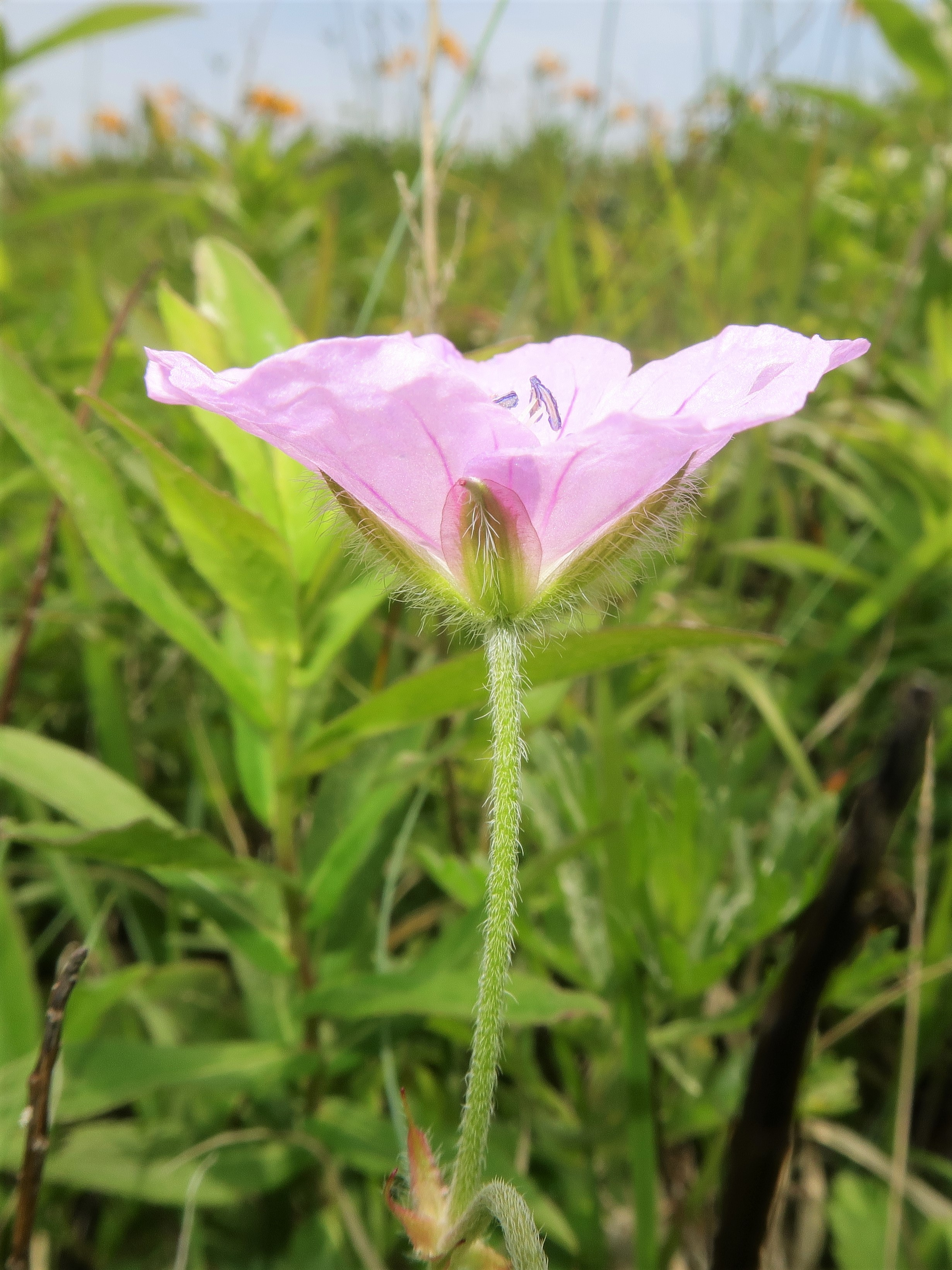
花序柄と花柄に開出毛が密生する。萼片は縦に5-7脈があり、先端は芒状にとがり、外面の脈上に白い開出した長い毛が密生する。
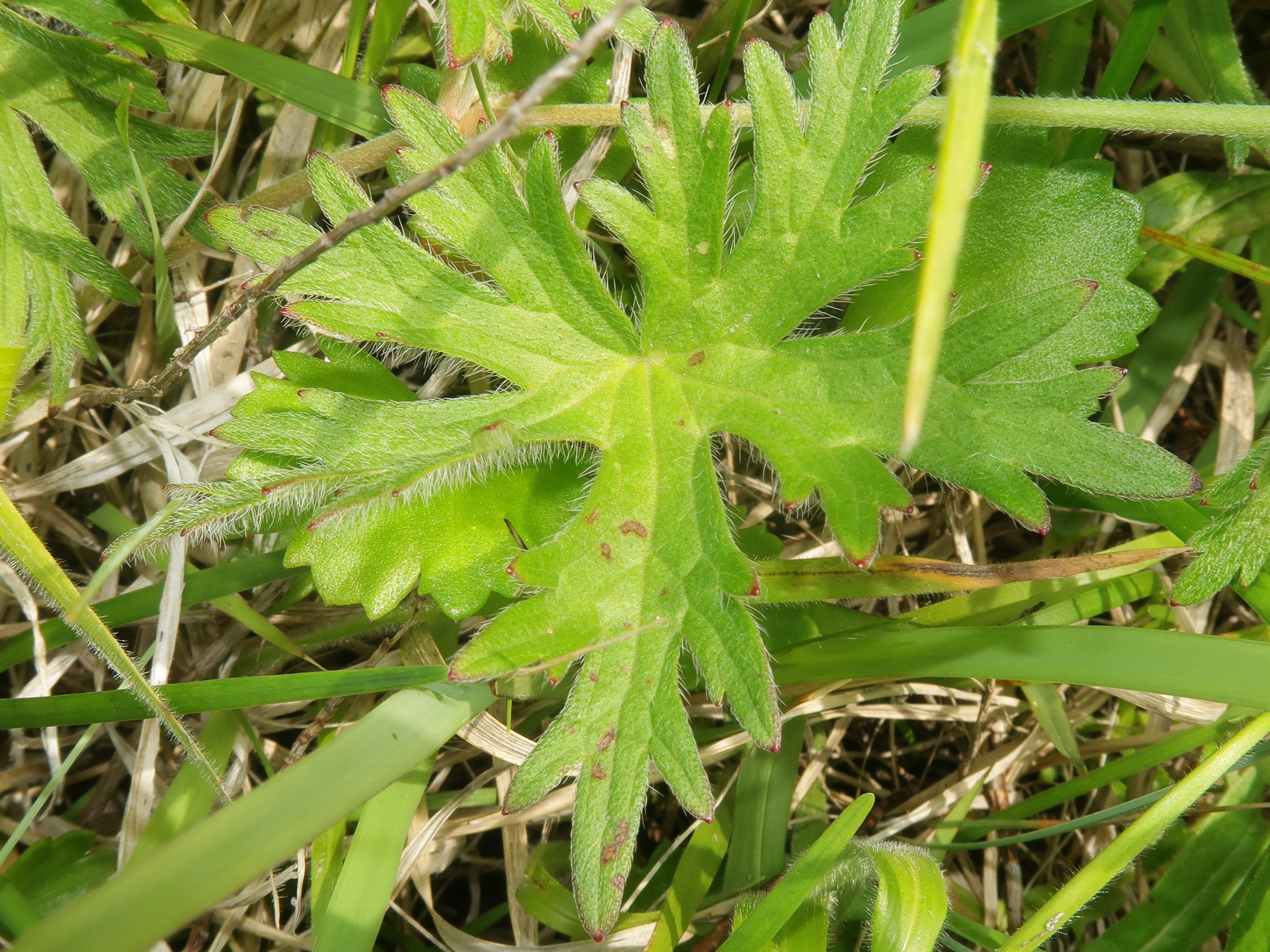
葉身は掌状に5-7深裂し、裂片はさらに細かく切れ込み、終裂片は線形になる。
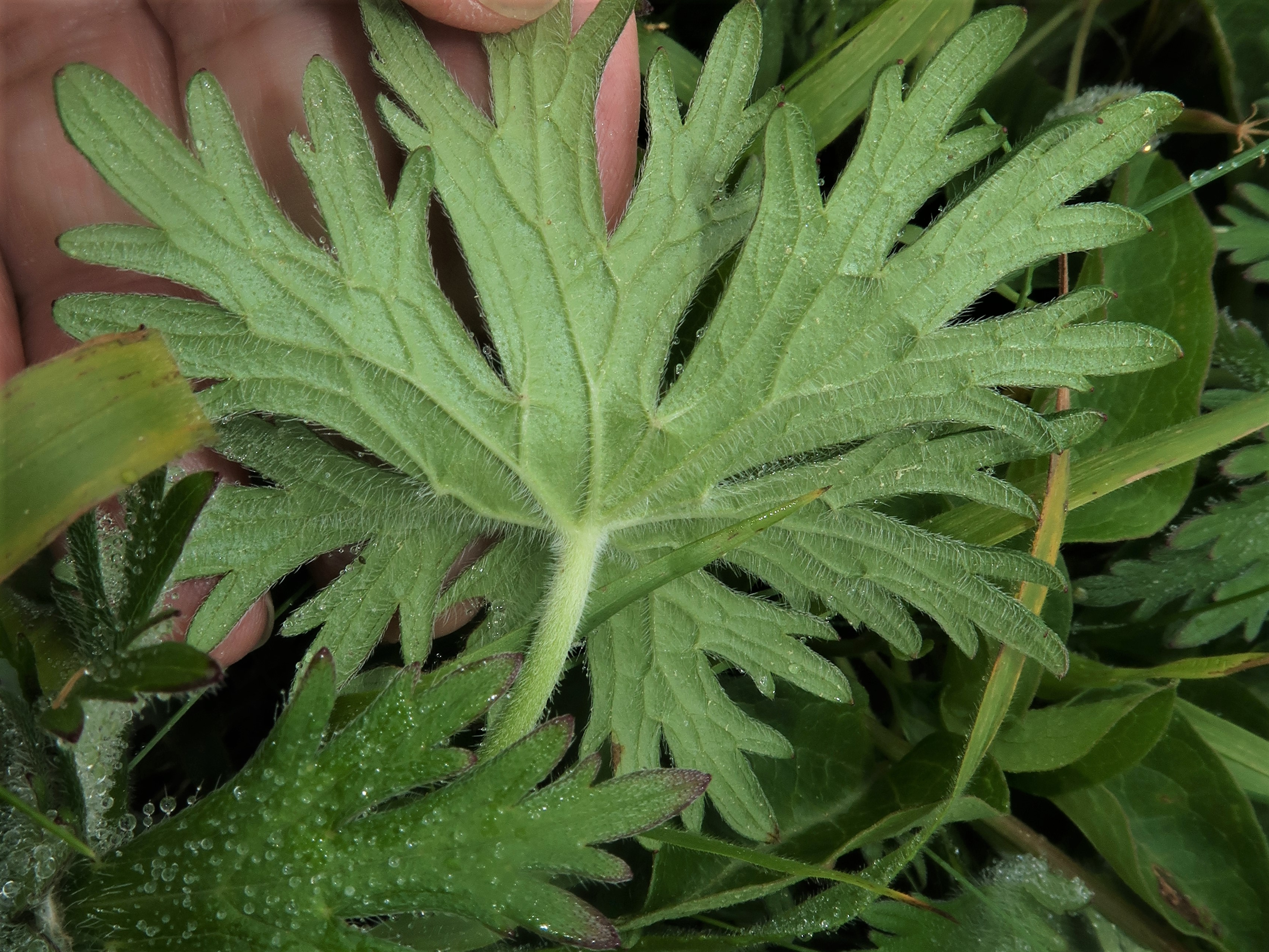
葉の裏面。葉の両面に粗い毛が多く生える。葉柄に斜め下向きの粗い毛が密生する。

## 下位分類
- シロバナエゾフウロ Geranium yesoense Franch. et Sav. var. yesoense f. albiflorum Tatew. (1936)[9] - エゾフウロの白花品種[5]。
- フギレエゾフウロ Geranium yesoense Franch. et Sav. f. lobatodentatum (Takeda) Tatew. (1936)[10] - エゾフウロのうち、花弁の先端が浅く切れ込むものを品種として区別することがある。北海道の根室市や釧路市からの報告がある[5][注釈 2]。

## 種内分類
本種を基本変種とする３変種を次に示す。ただし、花柄や萼片に生える毛の性質や量の多少に中間型が出現し、区別が困難な場合があるという。

### ハクサンフウロ
ハクサンフウロ（白山風露）Geranium yesoense Franch. et Sav. var. nipponicum Nakai (1912) - 茎や葉柄に下向きの粗い毛が生える。茎葉は掌状に5深裂し、表面に短い伏毛が、裏面葉脈と縁に粗い毛が密生する。花柄と花序柄に下向き屈毛が密に生える。萼片の外面に伏毛が生える。花は紅紫色で、花弁の基部に白色の軟毛が密生する。本州の中部地方以北に分布し、山地帯から高山帯の草地に生育する。白花品をシロバナハクサンフウロ f. ochroleucum Okuyama (1955)という。

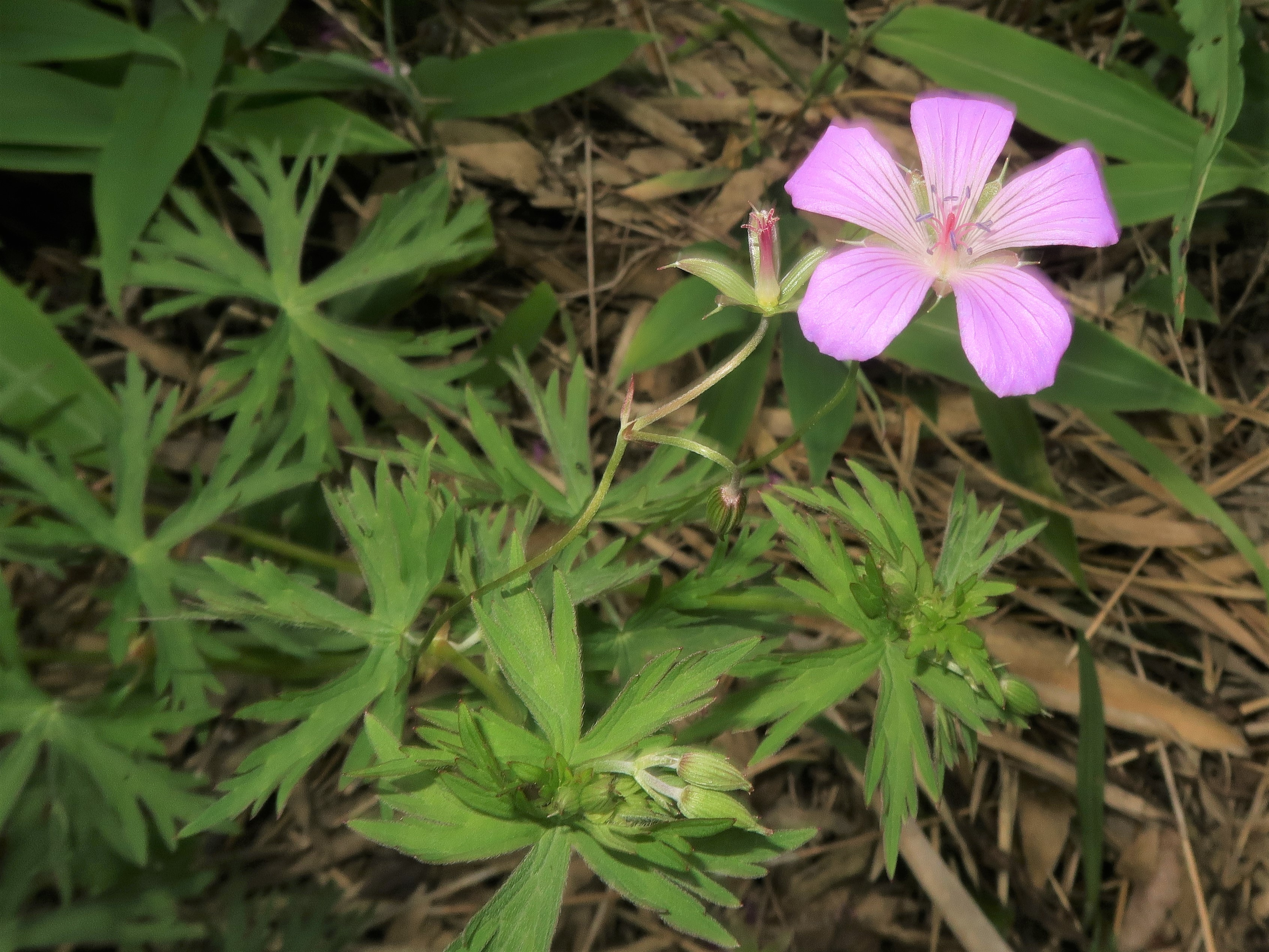
栃木県日光市 2020年7月上旬
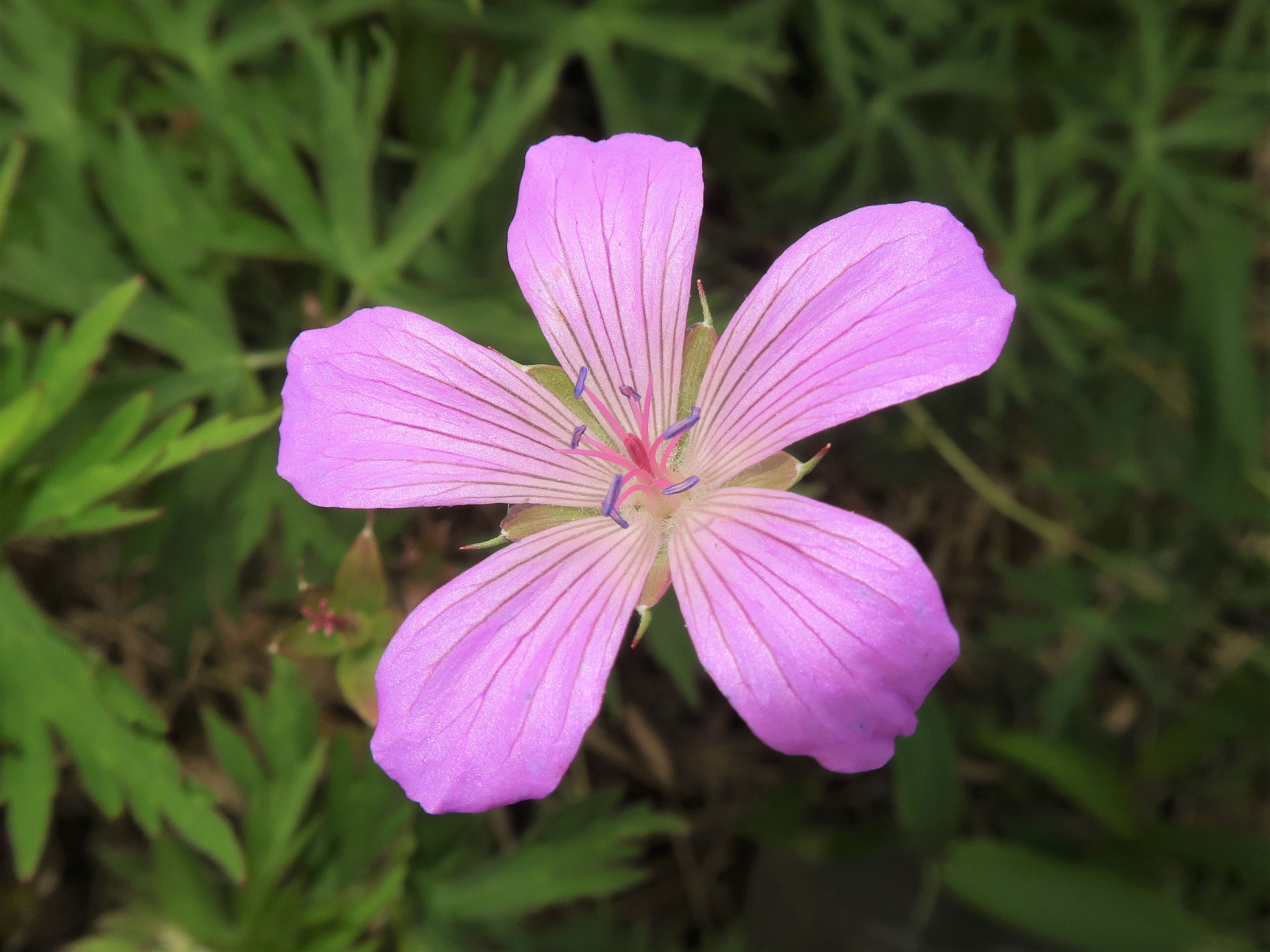
花は紅紫色で、花弁の基部に白色の軟毛が密生する。
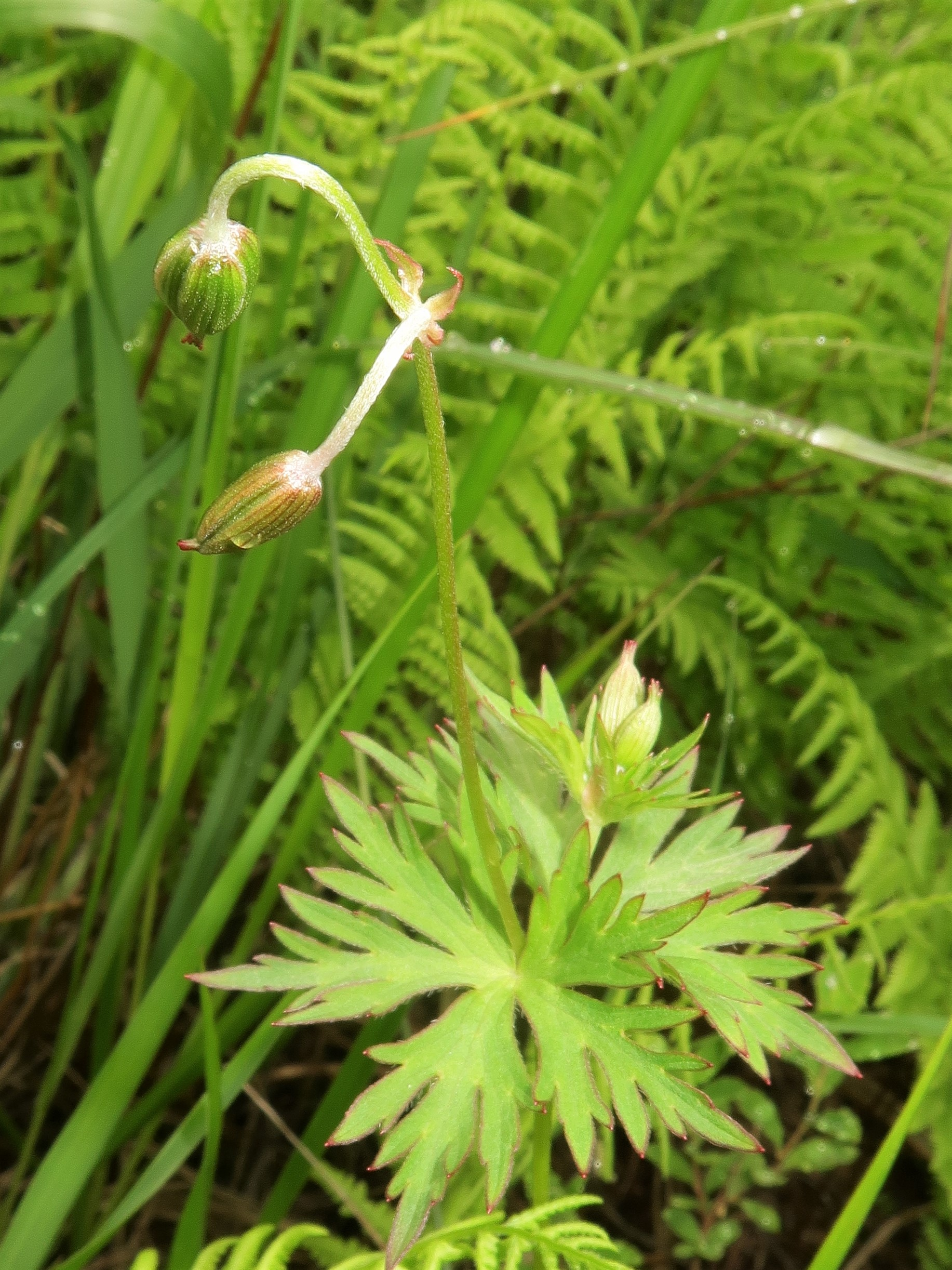
萼片の外面に伏毛が生える。
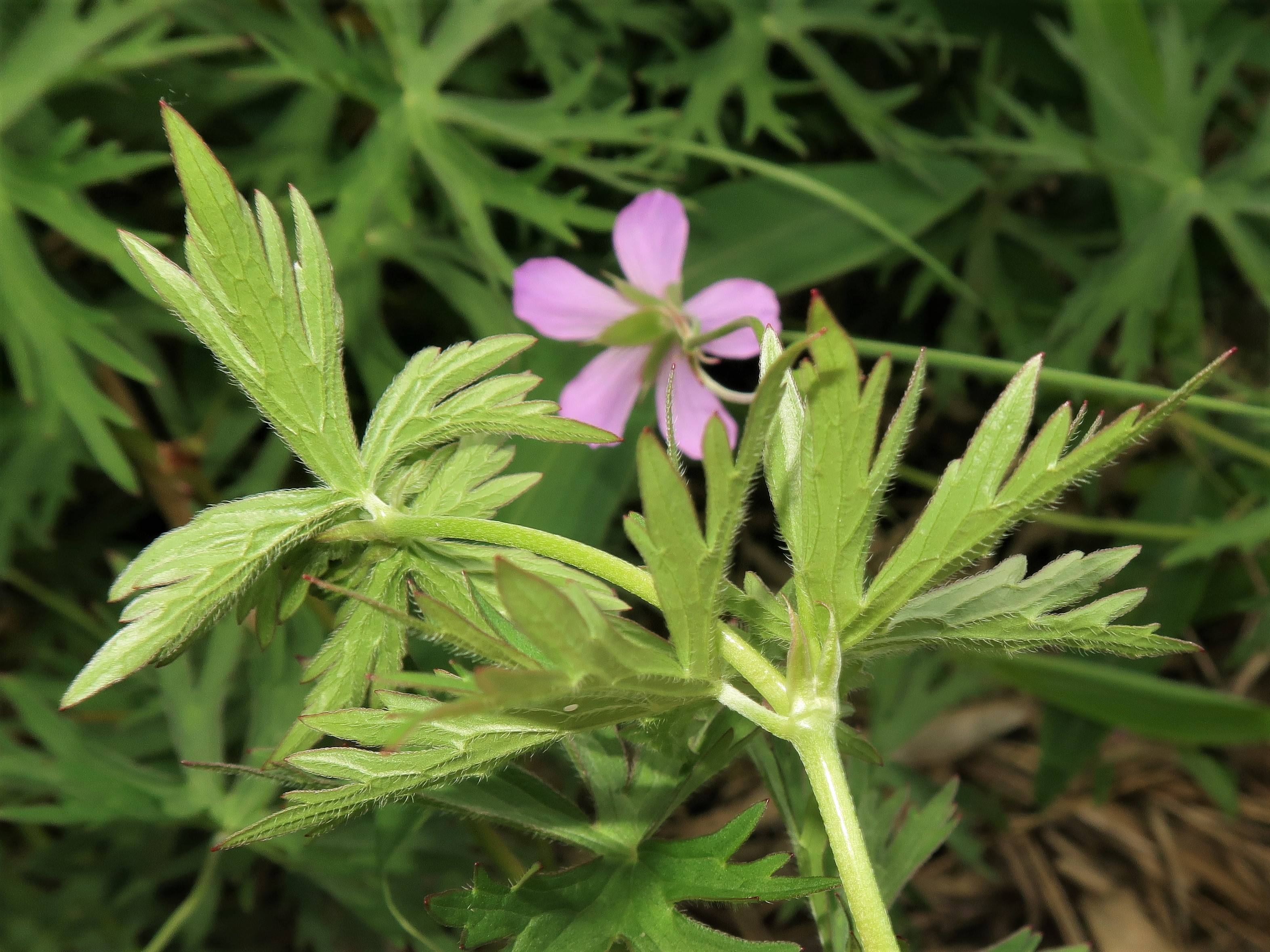
茎や葉柄に下向きの粗い毛が生える。茎葉は掌状に5深裂し、表面に短い伏毛が、裏面葉脈と縁に粗い毛が密生する。

### ハマフウロ
ハマフウロ Geranium yesoense Franch. et Sav. var. pseudopratense Nakai (1909) - エゾフウロに似るが、植物体全体に毛が少ない。茎葉は掌状に5中裂し、葉の切れこみは浅い。花柄に開出毛が生え、萼片の開出毛はエゾフウロに比べて少ない。北海道、本州の東北地方北部の主に日本海側に分布し、海岸草原に生育する。白花品をシロバナハマフウロ f. leucanthum Tatew. (1936)という。また、秋田県男鹿半島に分布し、ハマフウロの萼片の外面に伏毛があるものを、品種オガフウロ　f. intermedium H.Hara (1948)という。

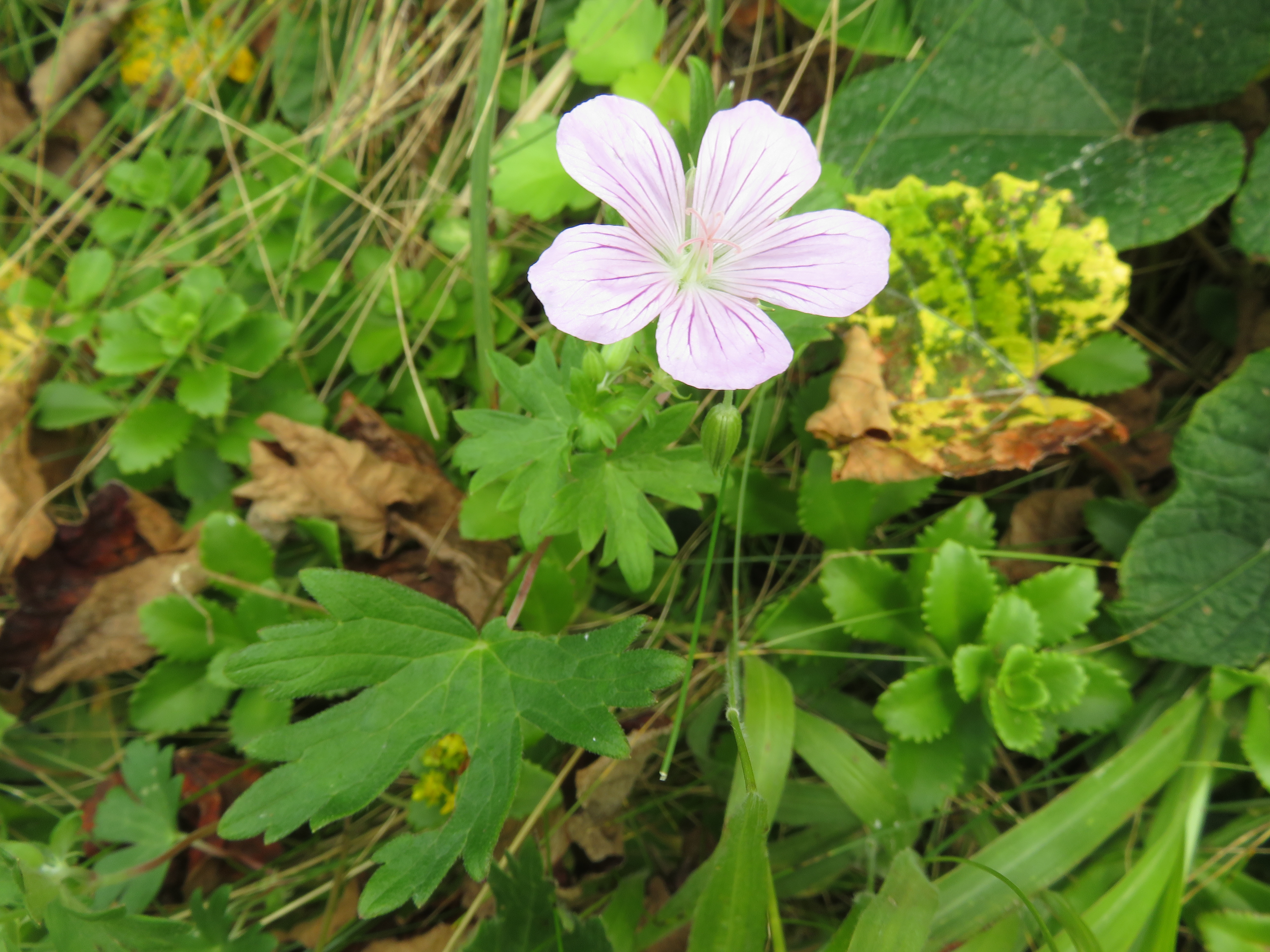
青森県津軽半島の海岸草原 2016年8月中旬
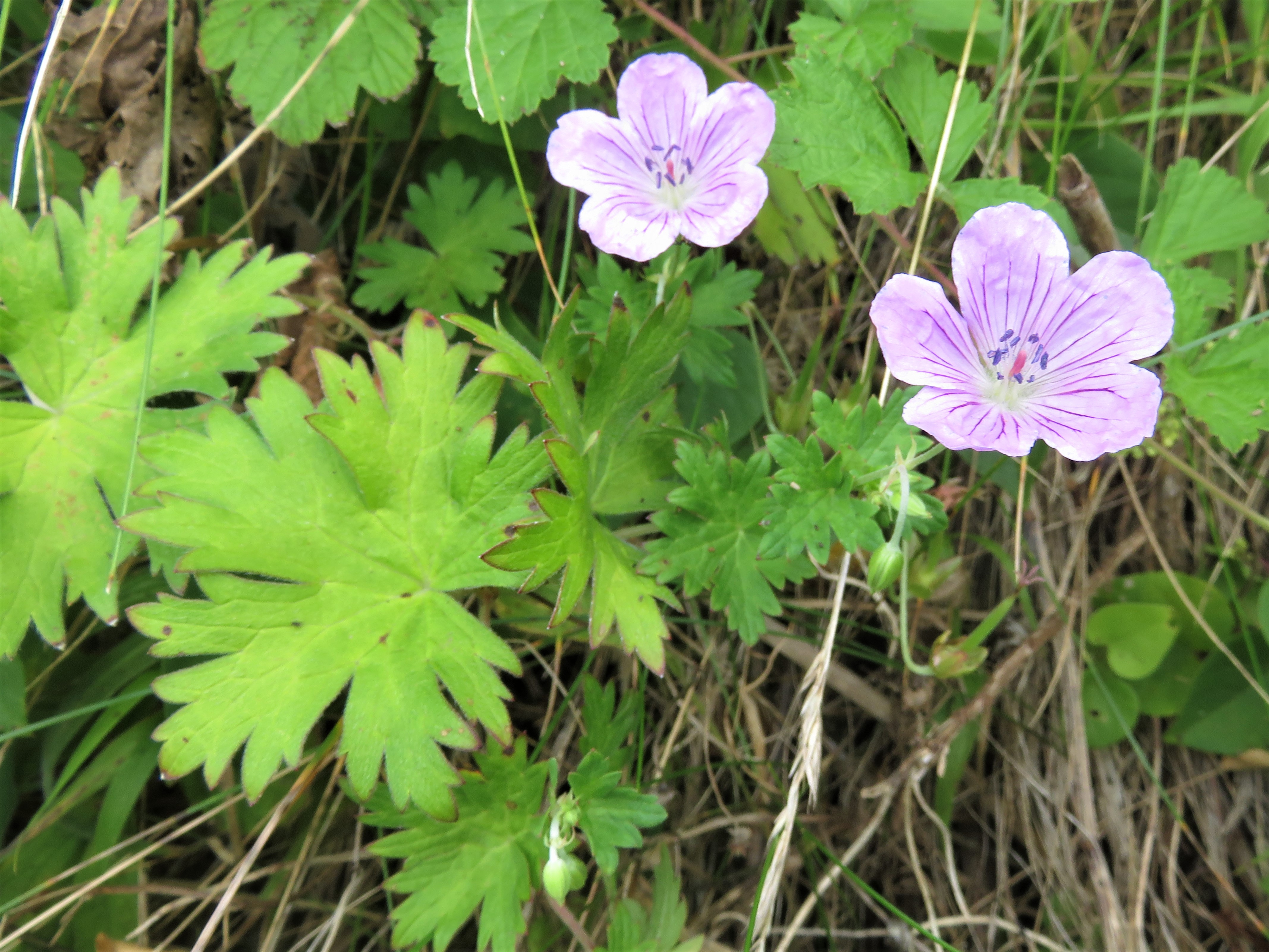
茎葉は掌状に5中裂し、葉の切れこみは浅い。

### イブキフウロ
イブキフウロ（伊吹風露）Geranium yesoense Franch. et Sav. var. hidaense auct. non (Makino) H.Hara (1954) - 別名、ヒダフウロ、サクラザキフウロソウ。ハクサンフウロに似るが、植物体全体に毛が少なく、萼片に開出毛が生えるが、その密度が低いもの。本州の群馬県・長野県・岐阜県・滋賀県に分布する。伊吹山に生育するものは花弁の先端が3浅裂するが、他の産地のものは花弁の縁が全縁になる。しばしば本変種に近くに毛の多いハクサンフウロが見られることがある。

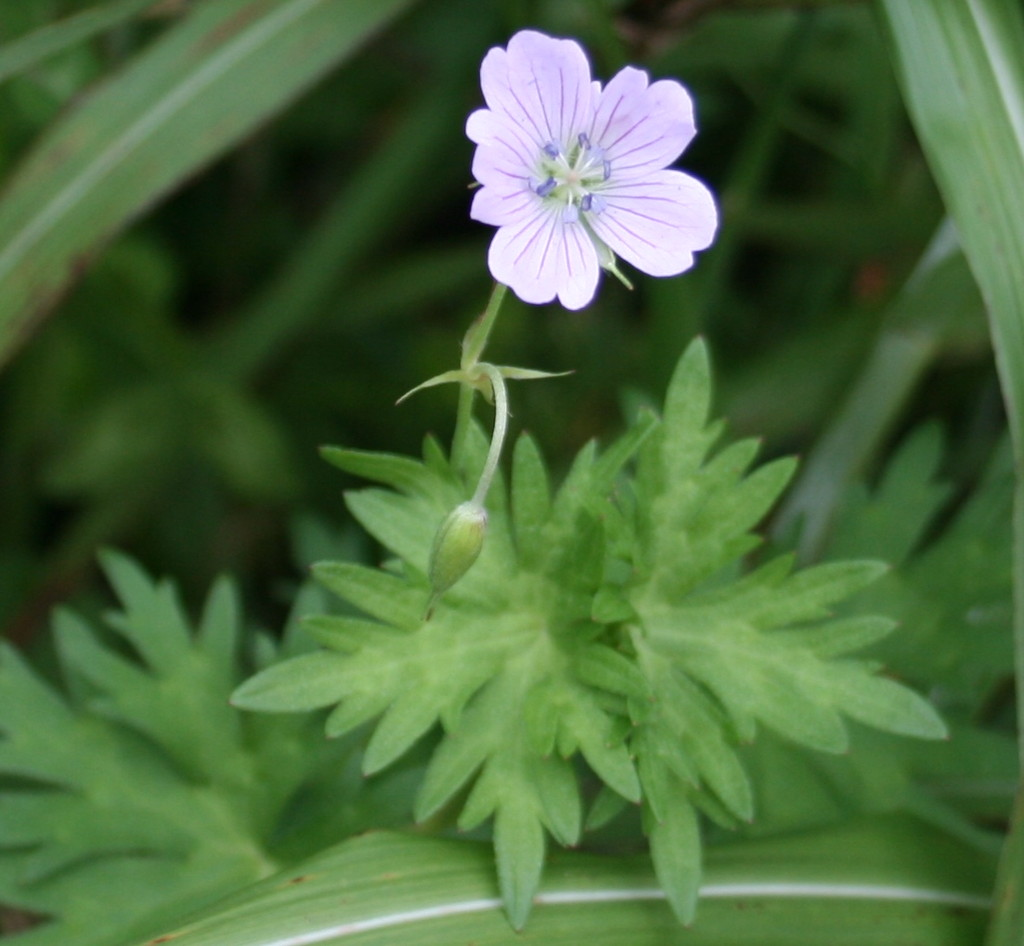
滋賀県伊吹山 2010年7月上旬
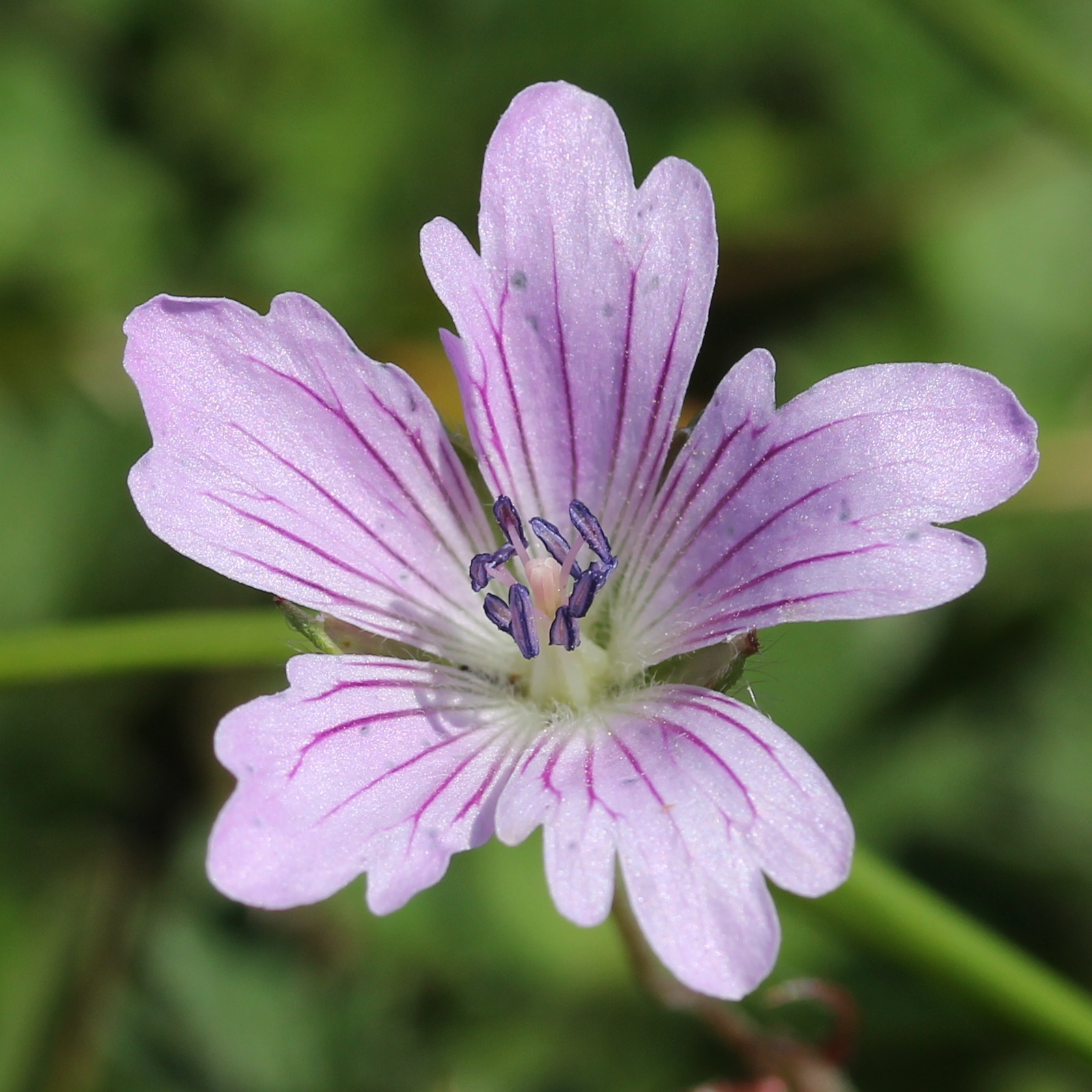
伊吹山産のものは、花弁の縁が浅く3裂する。
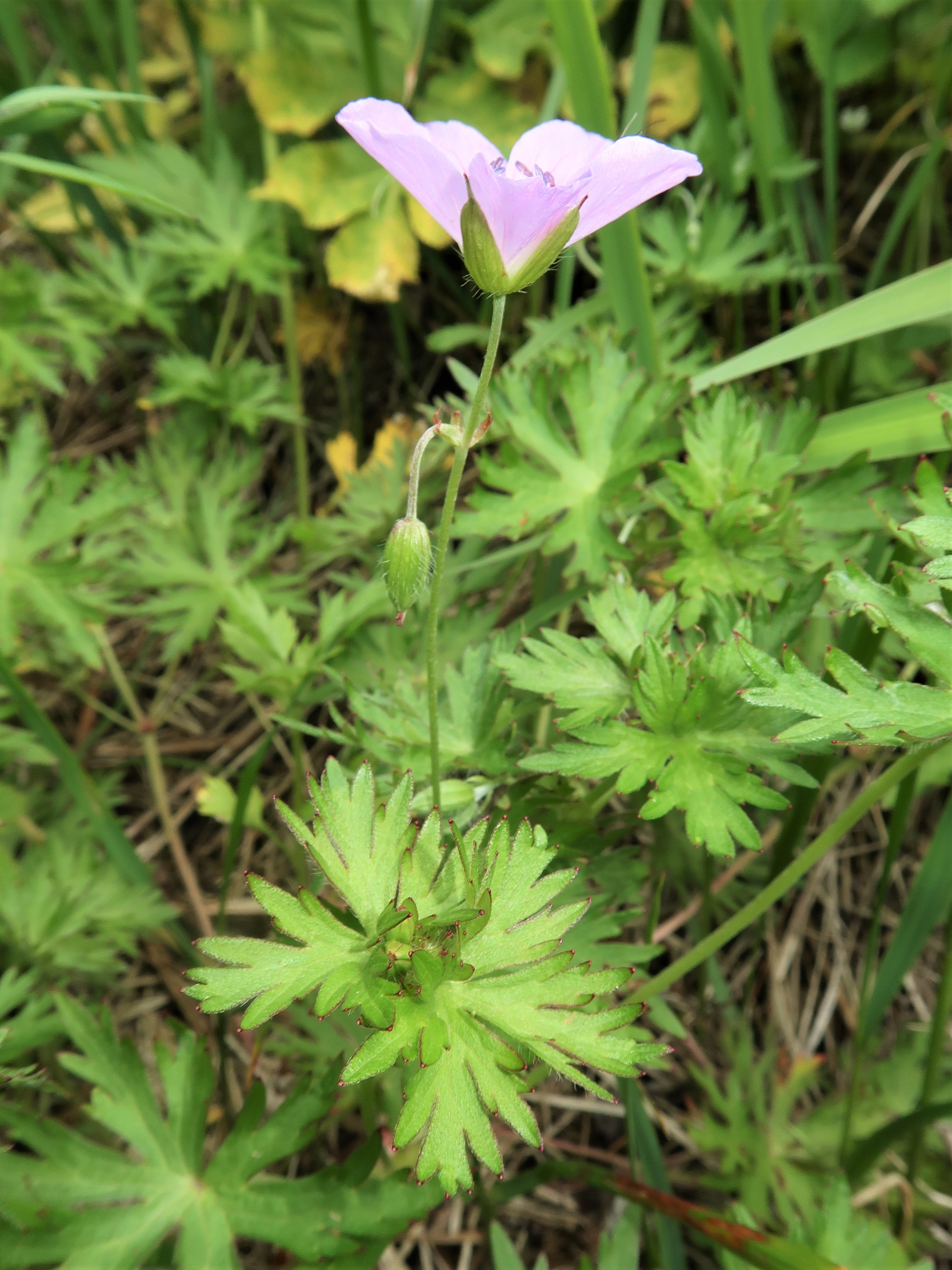
長野県東信地方 2018年6月下旬
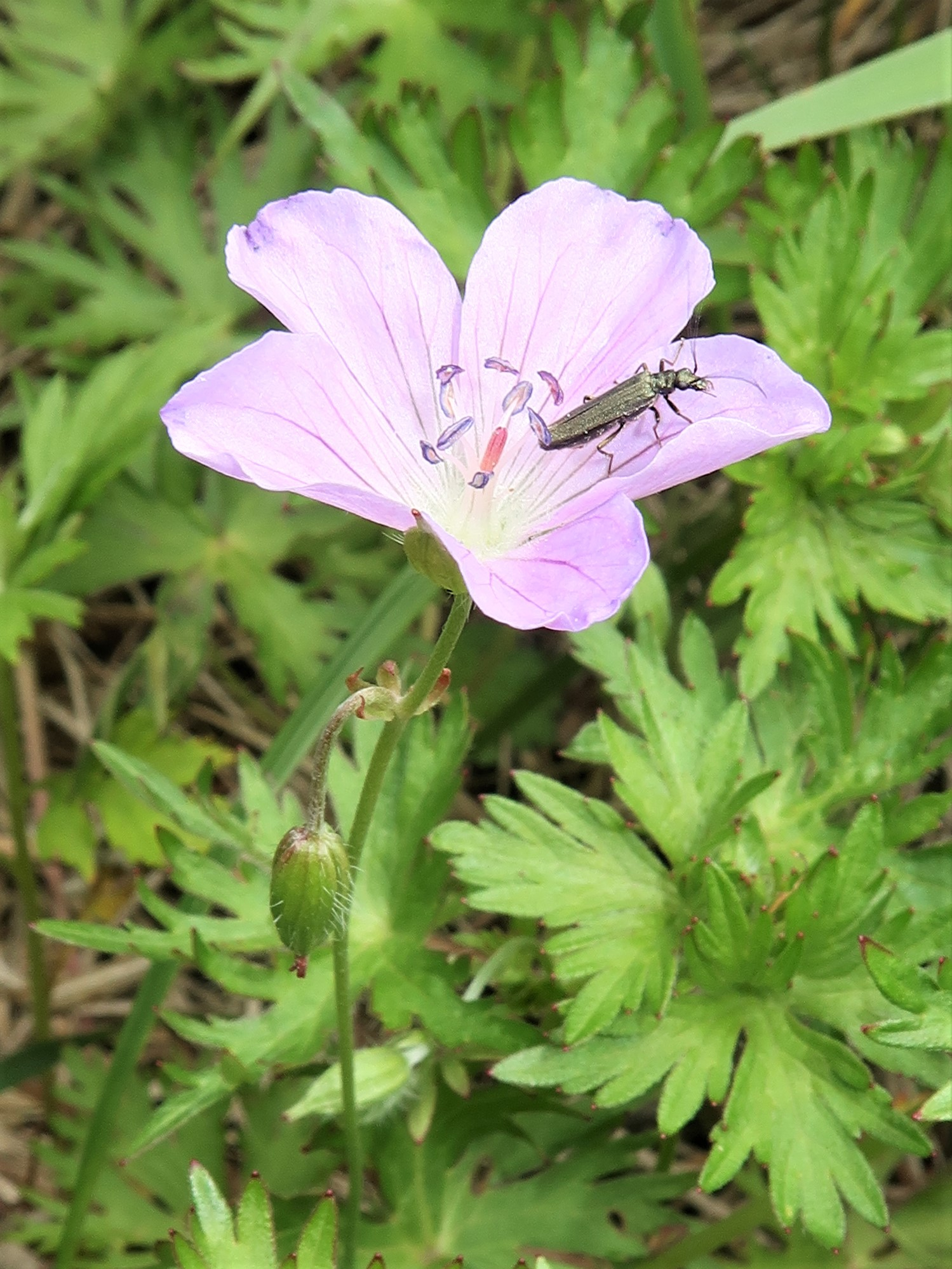
長野県産のもの。萼片外面に開出毛が生える。花弁の縁は全縁。